# Ellen Wessinghage
Ellen Wessinghage z domu  Tittel, po 1. mężu Wellmann (ur. 28 czerwca 1948 w Mühlbach, zm. 7 października 2023 w Ingelheim am Rhein) – niemiecka lekkoatletka specjalizująca się w biegach średniodystansowych, medalistka mistrzostw Europy i halowych mistrzostw Europy. W czasie swojej kariery reprezentowała RFN.
Specjalizowała się w biegu na 1500 metrów. Zajęła 4. miejsce na tym dystansie podczas halowych mistrzostw Europy w 1971 w Sofii.
31 lipca 1971 w Lubece niemiecka sztafeta 4 × 800 metrów w składzie: Ellen Tittel, Sylvia Schenk, Christa Merten i Hildegard Falck ustanowiła rekord świata rezultatem 8:16,8.
Tittel zdobyła brązowy medal w biegu na 1500 metrów na mistrzostwach Europy w 1971 w Helsinkach. Zajęła 4. miejsce w tej konkurencji na halowych mistrzostwach Europy w 1972 w Grenoble. Na igrzyskach olimpijskich w 1972 w Monachium zakwalifikowała się do finału biegu na 1500 metrów, lecz w nim nie wystąpiła.
Zwyciężyła w biegu na 1500 metrów na halowych mistrzostwach Europy w 1973 w Rotterdamie. Zajęła 10. miejsce na tym dystansie na mistrzostwach Europy w 1974 w Rzymie.
Zdobyła brązowy medal w biegu w tej konkurencji na halowych mistrzostwach Europy w 1975 w Katowicac. Była 7. w finale biegu na 1500 metrów na igrzyskach olimpijskich w 1976 w Montrealu.
W 1975 została wybrana najlepszą sportsmenką RFN.
Zdobyła wiele medali mistrzostw RFN. W biegu na 800 metrów była mistrzynią w 1975. W biegu na 1500 metrów zwyciężała w latach 1970-1975, a w 1976 zajęła 2. miejsce. W biegu na 3000 metrów zwyciężyła w 1975. W biegu na 10 000 metrów zdobyła srebrne medale w 1985 i 1986. W sztafecie 4 × 400 metrów była mistrzynią w 1975, a w sztafecie 3 × 800 metrów w 1972, 1973, 1975 i 1976. Zwyciężała w biegu przełajowym na krótkim dystansie w latach 1971–1973, 1975, 1979 i 1980, a na długim dystansie w latach 1970–1973 i 1980. Drużynowo była mistrzynią w biegu przełajowym na krótkim dystansie w 1972 i 1973, a na długim dystansie w 1973.
W hali była mistrzynią w biegu na 1500 metrów w 1972, 1973 i 1975, wicemistrzynią w 1969 oraz brązową medalistką w 1970, a także mistrzynią w biegu na 3000 metrów w 1974.
Czterokrotnie poprawiała rekord RFN w  biegu na 1500 metrów do wyniku 4:06,65 (7 września 1972 w Monachium).
Jej pierwszym mężem był Paul-Heinz Wellmann, a drugim Thomas Wessinghage.